# Rudolf Kalmowicz
Rudolf Kalmowicz (* 19. März 1915 in Pierzchnica; † 2. April 2007 in Erding) war ein deutscher Filmproduzent, Kinobetreiber und Unternehmer.

## Leben
Kalmowicz war der Sohn der jüdischen Kaufleute Majer und Gerla Kalmowicz. 1940 verstarb sein Vater in Kielce. Seine Mutter, seine Frau und sein dreijähriger Sohn Marjan verloren im gleichen Jahr in einem polnischen Vernichtungslager ihr Leben. Er selbst überlebte den Holocaust.
Nach Kriegsende begann er sich in Erding eine Existenz als Fuhrunternehmer aufzubauen, zu Beginn mit drei Lastkraftwagen. 1951 heiratete er seine zweite Frau Hella. Sie entstammte der Erdinger Kaufmannsfamilie Kraus und war in erster Ehe mit dem Opernsänger Karl Schuster verheiratet.
Kalmowicz war Betreiber bzw. Mitbetreiber einiger Lichtspielhäuser in Bayern, beginnend mit der „Filmbühne“ in der Dorfener Jahnstraße 67 nach dem Weltkrieg. In den 1950er und 1960er Jahren folgten die „Scala-Lichtspiele“ in der Kaltenhoferstraße in Augsburg-Oberhausen, in Erding die „Eli – Erdinger Lichtspiele“ (Geheimrat-Irl-Straße 4) und die „Rathaus-Lichtspiele“ (Landshuter Straße 6), in München-Trudering das „Victoria-Theater“ (Schmuckerweg 1) und in Aichach die „Film-Bühne“ (Tandlmarkt 6) sowie die „Lichtspiele Hubmannstraße“ (auch „Aichach Central“).
Kalmowicz war auch im Immobiliengeschäft und im Autohandel tätig. Er betrieb unter anderem am Erdinger Rennweg 43 ein BMW-Autohaus. Gemäß einem Spiegel-Bericht aus dem Jahr 1977 unterstützte er als Filmbegeisterter finanziell seinen Kollegen Wolfdieter Freiherr von Stein und dessen Produktionsfirma Cinerama. Kalmowicz sorgte auch immer wieder für Schlagzeilen, unter anderem nachdem er 1960 im Rahmen eines Arbeitsgerichtsprozesses der Schauspielerin Helga Martin gegenüber deren Anwalt Lothar Frantz handgreiflich wurde, nachdem dieser seine Liquidität anzweifelte. Anlässlich der Produktion von Das Wunder von Fatima wurde er gar von Papst Johannes Paul II. 1984 zu einer Sonderaudienz einberufen.
Kalmowicz lebte zuletzt bei der Familie seiner Tochter im Erdinger Ortsteil Altenerding. Er verstarb im Alter von 92 Jahren. Sein Leichnam wurde auf dem Friedhof St. Paul in Erding beigesetzt. Den vorherigen Wortgottesdienst hielt der ehemalige Erdinger Stadtpfarrer Josef Mundigl.

## Filmproduktionen
- 1959: Heiße Ware (alternativ: Interpol greift ein); zusammen mit Richard König; Regie: Paul May
- 1961: Drei weiße Birken; zusammen mit Adolf Rosen; Regie: Hans Albin
- 1962: Verrückt und zugenäht; zusammen mit Adolf Rosen; Regie: Rolf Olsen
- 1975: Reise ins Jenseits – Die Welt des Übernatürlichen´; zusammen mit Raphael Nussbaum; Regie: Rolf Olsen
- 1976: Erich von Däniken: Botschaft der Götter; zusammen mit Rüdiger von Hirschberg, Manfred Barthel und Dieter Nobbe; Regie: Harald Reinl
- 1977: … und die Bibel hat doch recht; zusammen mit Manfred Barthel; Regie: Harald Reinl
- 1979: Ekstase – Der Prozeß gegen die Satansmädchen[Anm. 1]; Regie: Rolf Olsen als „Emerson Fox“
- 1981: Der Falke (Banović Strahinja); zusammen mit Sulejman Kapić, Dragoljub Panovic, Milan Samec und Rüdiger von Hirschberg; Regie: Vatroslav Mimica
- 1981: Fürchte dich nicht, Jakob!; zusammen mit Radu Gabrea; Regie: Radu Gabrea